# Canton de Raspes et Lévezou
Le canton de Raspes et Lévézou est une circonscription électorale française du département de l'Aveyron, créée par le décret du 21 février 2014 et entrée en vigueur lors des élections départementales de 2015.

## Histoire
Un nouveau découpage territorial de l'Aveyron entre en vigueur en mars 2015, défini par le décret du 21 février 2014, en application des lois du 17 mai 2013 (loi organique 2013-402 et loi 2013-403). Les conseillers départementaux sont, à compter de ces élections, élus au scrutin majoritaire binominal mixte. Les électeurs de chaque canton élisent au Conseil départemental, nouvelle appellation du Conseil général, deux membres de sexe différent, qui se présentent en binôme de candidats. Les conseillers départementaux sont élus pour 6 ans au scrutin binominal majoritaire à deux tours, l'accès au second tour nécessitant 12,5 % des inscrits au 1er tour. En outre la totalité des conseillers départementaux est renouvelée. Ce nouveau mode de scrutin nécessite un redécoupage des cantons dont le nombre est divisé par deux avec arrondi à l'unité impaire supérieure. En Aveyron, le nombre de cantons passe ainsi de 46 à 23. Le canton de Raspes et Lévézou fait partie des 21 nouveaux cantons du département, deux cantons conservant leur dénomination (Saint-Affrique et Villefranche-de-Rouergue).

## Représentation
| Période élective | Période élective | Mandat | Mandat   | Identité              | Nuance | Nuance | Qualité |
| ---------------- | ---------------- | ------ | -------- | --------------------- | ------ | ------ | --- |
| 2015             | 2021             | 2015   | 2021     | Alain Marc            |        | MR     | Retraité éducation nationale Sénateur, ancien député Ancien conseiller général du Canton de Saint-Rome-de-Tarn Conseiller municipal d'Ayssènes                                                               |
| 2015             | 2021             | 2015   | 2021     | Christel Sigaud-Laury |        | DVD    | Co-gérante d'entreprise Première adjointe au Maire de Pont-de-Salars, conseillère municipale depuis 2020 |
| 2021             | 2028             | 2021   | en cours | Nadine Fraysse        |        | DVD    | Retraitée |
| 2021             | 2028             | 2021   | en cours | Arnaud Viala          |        | HOR    | Ancien conseiller au Rectorat de l'Académie de Toulouse - Député (2015-2021), ancien maire de Vézins-de-Lévézou, ancien conseiller général du canton de Vézins-de-Lévézou Président du Conseil départemental |

### Résultats détaillés

#### Élections de mars 2015
Lors des élections départementales de 2015, le binôme composé de Alain Marc et Christel Sigaud-Laury (UMP) est élu au premier tour avec 58,04% des suffrages exprimés, devant le binôme composé de Francis Bec et Florence Laplume (DVG) (21,27%). Le taux de participation est de 64,23 % (5 894 votants sur 9 177 inscrits) contre 59,71 % au niveau départemental et 50,17 % au niveau national.
Alain Marc, ancien LR, est au MR. Il est sénateur du Groupe Les Indépendants – République et territoires.

#### Élections de juin 2021
Le premier tour des élections départementales de 2021 est marqué par un très faible taux de participation (33,26 % au niveau national). Dans le canton de Raspes et Lévezou, ce taux de participation est de 48,67 % (4 426 votants sur 9 093 inscrits) contre 43,28 % au niveau départemental. À l'issue de ce premier tour,  le binôme constitué de Nadine Fraysse et Arnaud Viala (Union à droite, 100 %), est élu avec 100 % des suffrages exprimés.
Arnaud Viala a quitté LR en décembre 2022.

## Composition
Le canton de Raspes et Lévézou est composé de vingt-deux communes.
| Nom | Code Insee | Intercommunalité | Superficie (km2) | Population (dernière pop. légale) | Densité (hab./km2) | Modifier |
| --- | ---------- | ---------------- | ---------------- | --------------------------------- | ------------------ | -------- |

## Démographie
En 2022, le canton comptait 10 840 habitants, en évolution de −1,28 % par rapport à 2016 (Aveyron : +0,37 %, France hors Mayotte : +2,11 %).
| 2013   | 2018   | 2022   |
| ------ | ------ | ------ |
| 10 933 | 10 895 | 10 840 |